# Rio Barlow
O rio Barlow é um rio do distrito de Westland, na Ilha do Sul da Nova Zelândia.
É um afluente do rio Perth. O Rio Barlow é alimentado pelo glaciar Seige. O seu afluente o rio North Barlow é alimentado pelo glaciar Escape. 